# Beaumont-Louestault
Pour les articles homonymes, voir Beaumont.
Beaumont-Louestault [bomɔ̃ lweto] est, depuis le 1er janvier 2017, une commune nouvelle française située dans le département d'Indre-et-Loire en région Centre-Val de Loire.

## Géographie

### Localisation
|                     | Chemillé-sur-Dême    | Marray                   |
| Neuvy-le-Roi        | Beaumont-Louestault  | Saint-Laurent-en-Gâtines |
| Neuillé-Pont-Pierre | Rouziers-de-Touraine | Nouzilly                 |

### Hydrographie

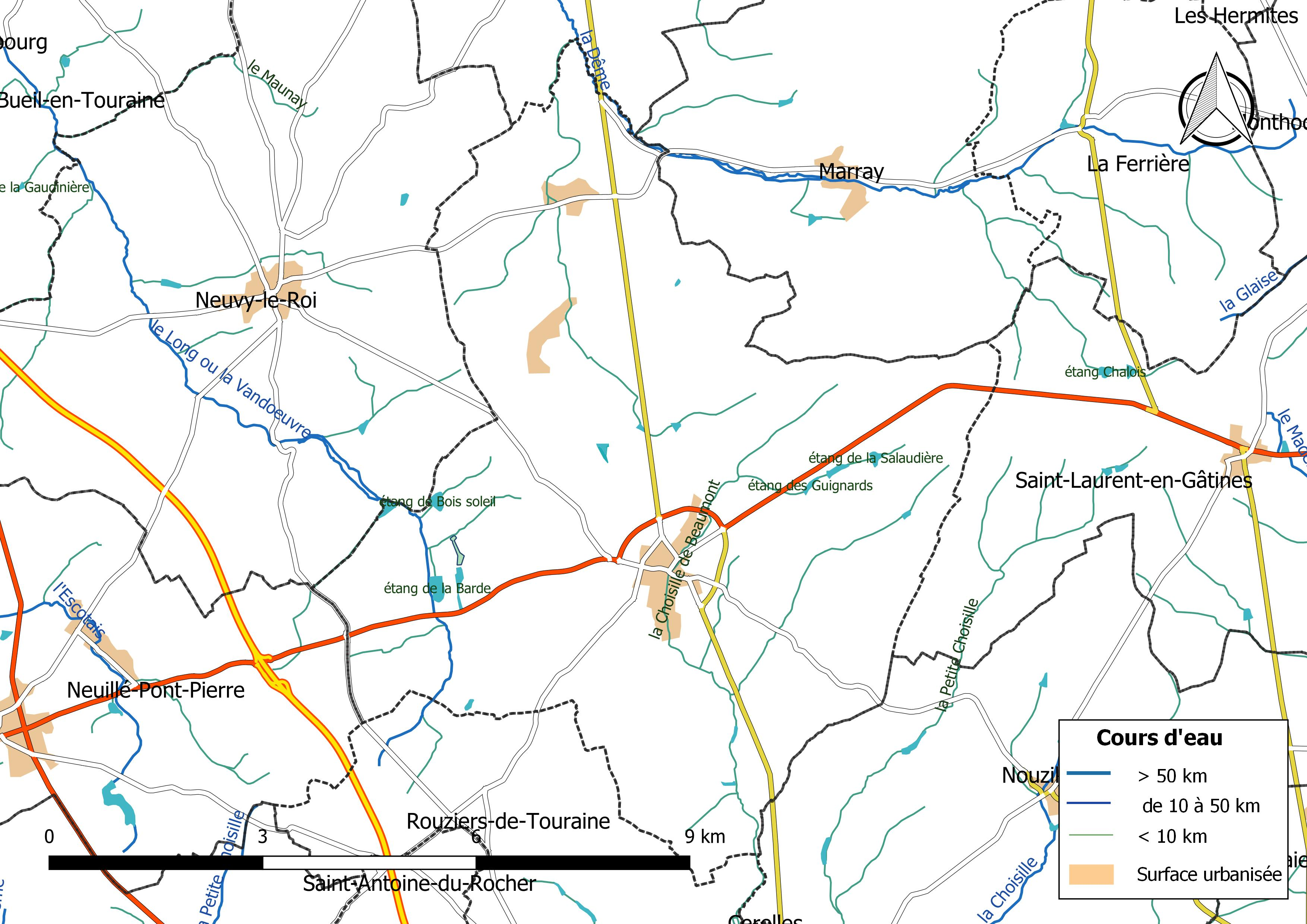
Réseau hydrographique de Beaumont-Louestault.

Le réseau hydrographique communal, d'une longueur totale de 28,57 km, comprend un cours d'eau notable, le Long (3,399 km), et divers petits cours d'eau dont la Choisille de Beaumont (9,12 km),.
Le Long, d'une longueur totale de 22,1 km, prend sa source dans la commune de Rouziers-de-Touraine et se jette dans l'Escotais à Dissay-sous-Courcillon (Sarthe) après avoir traversé 6 communes. 
Ce cours d'eau est classé dans la liste 2 au titre de l'article L. 214-17 du code de l'environnement sur le Bassin Loire-Bretagne. Du fait de ce classement, tout ouvrage doit être géré, entretenu et équipé selon des règles définies par l'autorité administrative, en concertation avec le propriétaire ou, à défaut, l'exploitant. 
Sur le plan piscicole, le Long est classé en première catégorie piscicole. Le groupe biologique dominant est constitué essentiellement de salmonidés (truite, omble chevalier, ombre commun, huchon).
Sept zones humides ont été répertoriées sur la commune par la direction départementale des territoires (DDT) et le conseil départemental d'Indre-et-Loire : « la vallée de la Choisille de Beaumont de la Plotière au Moulin de la Gravelle », « la vallée du Long au Château de Montifray », « la vallée du Long de la Ribondière au Château du Plessis », « l'étang de Bois Soleil », « l'étang de la Barde », « l'étang de la Salaudière » et « l'étang du Petit Puits »,.

### Climat
Pour des articles plus généraux, voir Climat du Centre-Val de Loire et Climat d'Indre-et-Loire.
En 2010, le climat de la commune est de type climat océanique dégradé des plaines du Centre et du Nord, selon une étude du CNRS s'appuyant sur une série de données couvrant la période 1971-2000. En 2020, Météo-France publie une typologie des climats de la France métropolitaine dans laquelle la commune est exposée à un climat océanique altéré et est dans la région climatique Moyenne vallée de la Loire, caractérisée par une bonne insolation (1 850 h/an) et un été peu pluvieux.
Pour la période 1971-2000, la température annuelle moyenne est de 11,1 °C, avec une amplitude thermique annuelle de 14,8 °C. Le cumul annuel moyen de précipitations est de 722 mm, avec 11,3 jours de précipitations en janvier et 7 jours en juillet. Pour la période 1991-2020, la température moyenne annuelle observée sur la station météorologique de Météo-France la plus proche, sur la commune de Saint-Laurent-en-Gâtines à 8 km à vol d'oiseau, est de 11,6 °C et le cumul annuel moyen de précipitations est de 769,1 mm,. Pour l'avenir, les paramètres climatiques de la commune estimés pour 2050 selon différents scénarios d'émission de gaz à effet de serre sont consultables sur un site dédié publié par Météo-France en novembre 2022.

## Urbanisme

### Typologie
Au 1er janvier 2024, Beaumont-Louestault est catégorisée commune rurale à habitat dispersé, selon la nouvelle grille communale de densité à sept niveaux définie par l'Insee en 2022.
Elle est située hors unité urbaine. Par ailleurs la commune fait partie de l'aire d'attraction de Tours, dont elle est une commune de la couronne,. Cette aire, qui regroupe 162 communes, est catégorisée dans les aires de 200 000 à moins de 700 000 habitants,.

### Risques majeurs
Le territoire de la commune de Beaumont-Louestault est vulnérable à différents aléas naturels : météorologiques (tempête, orage, neige, grand froid, canicule ou sécheresse), feux de forêts et séisme (sismicité très faible). Un site publié par le BRGM permet d'évaluer simplement et rapidement les risques d'un bien localisé soit par son adresse soit par le numéro de sa parcelle.
Pour anticiper une remontée des risques de feux de forêt et de végétation vers le nord de la France en lien avec le dérèglement climatique, les services de l’État en région Centre-Val de Loire (DREAL, DRAAF, DDT) avec les SDIS ont réalisé en 2021 un atlas régional du risque de feux de forêt, permettant d’améliorer la connaissance sur les massifs les plus exposés. La commune, étant pour partie dans le massif de Beaumont, est classée au niveau de risque 3, sur une échelle qui en comporte quatre (1 étant le niveau maximal).

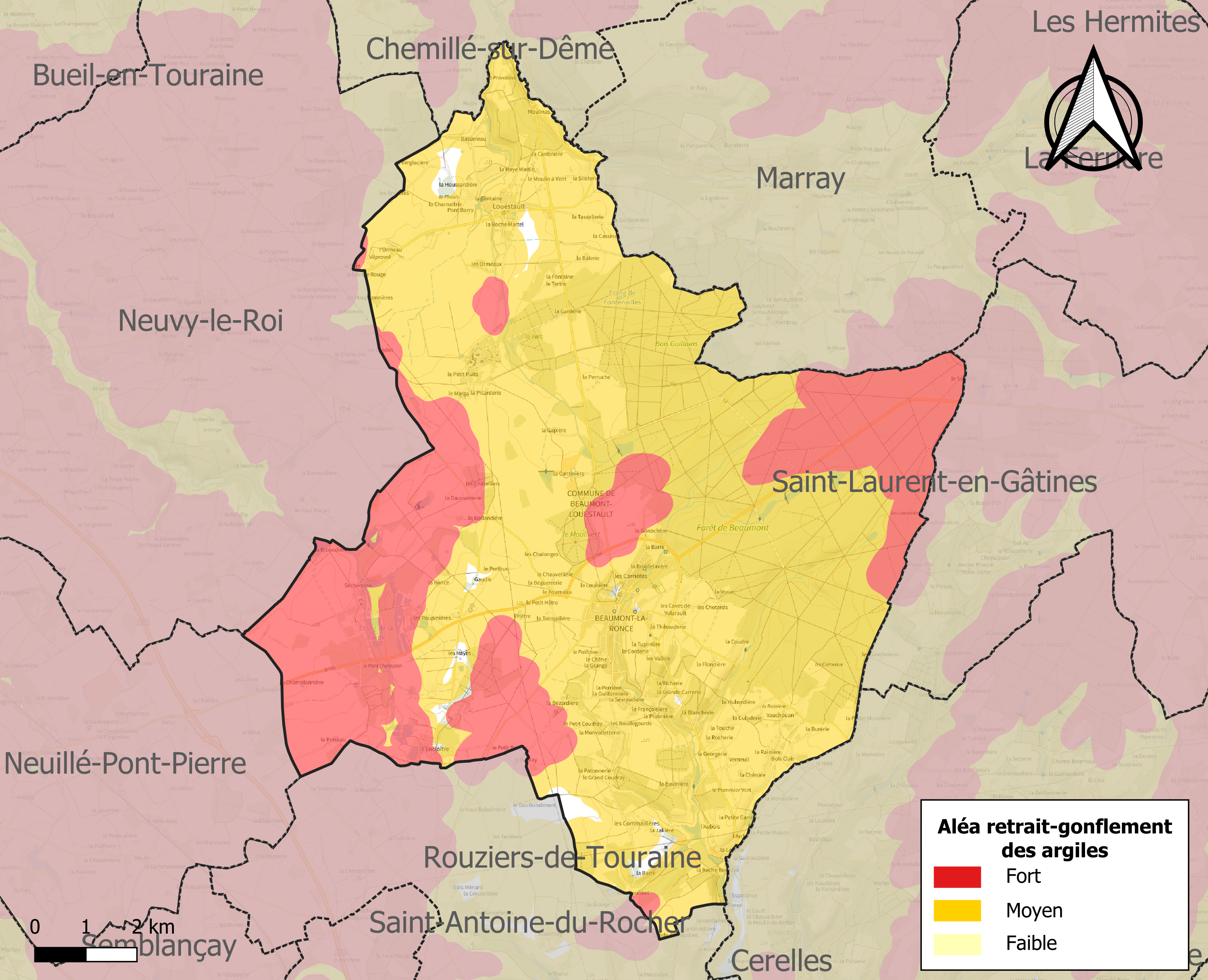
Carte des zones d'aléa retrait-gonflement des sols argileux de Beaumont-Louestault.

Le retrait-gonflement des sols argileux est susceptible d'engendrer des dommages importants aux bâtiments en cas d’alternance de périodes de sécheresse et de pluie. 98,6 % de la superficie communale est en aléa moyen ou fort (90,2 % au niveau départemental et 48,5 % au niveau national). Sur les 712 bâtiments dénombrés sur la commune en 2019, 706 sont en aléa moyen ou fort, soit 99 %, à comparer aux 91 % au niveau départemental et 54 % au niveau national. Une cartographie de l'exposition du territoire national au retrait gonflement des sols argileux est disponible sur le site du BRGM,.
Concernant les mouvements de terrains, la commune a été reconnue en état de catastrophe naturelle au titre des dommages causés par la sécheresse en 1990, 1992, 1993, 1997 et 2005 et par des mouvements de terrain en 1999.

## Histoire
La commune nouvelle est créée par l'arrêté préfectoral du 13 décembre 2016 avec effet au 1er janvier 2017.
La commune est issue du regroupement des deux communes Beaumont-la-Ronce et Louestault.

## Politique et administration
| Nom                       | Code Insee | Intercommunalité           | Superficie (km2) | Population (dernière pop. légale) | Densité (hab./km2) |
| ------------------------- | ---------- | -------------------------- | ---------------- | --------------------------------- | ------------------ |
| Beaumont-la-Ronce (siège) | 37021      | CC de Gâtine et Choisilles | 39,04            | 1 224 (2014)                      | 31                 |
| Louestault                | 37135      | CC de Racan                | 16,45            | 404 (2014)                        | 25                 |

### Liste des maires
| Période        | Période  | Identité         | Étiquette | Qualité                                         |
| -------------- | -------- | ---------------- | --------- | ----------------------------------------------- |
| 9 janvier 2017 | mai 2020 | Catherine Côme   | DVD       | Exploitante agricole retraitée, maire honoraire |
| mai 2020       | En cours | Jean-Paul Robert | DVD       | Exploitant agricole retraité                    |

### Tendances politiques et résultats
| Scrutin             | Scrutin             | 1er tour | 1er tour | 1er tour | 1er tour | 1er tour  | 1er tour | 1er tour | 1er tour  | 1er tour | 1er tour | 1er tour | 1er tour | 2d tour | 2d tour | 2d tour | 2d tour | 2d tour | 2d tour |
| Scrutin             | Scrutin             | 1er      | 1er      | %        | 2e       | 2e        | %        | 3e       | 3e        | %        | 4e       | 4e       | %        | 1er     | 1er     | %       | 2e      | 2e      | %       |
| ------------------- | ------------------- | -------- | -------- | -------- | -------- | --------- | -------- | -------- | --------- | -------- | -------- | -------- | -------- | ------- | ------- | ------- | ------- | ------- | ------- |
| Présidentielle 2017 | Présidentielle 2017 |          | FN       | 26,77    |          | LFI       | 20,05    |          | LR        | 19,93    |          | EM       | 19,02    |         | EM      | 58,44   |         | FN      | 41,56   |
| Présidentielle 2022 | Présidentielle 2022 |          | RN       | 30,00    |          | LREM      | 27,45    |          | LFI       | 16,81    |          | REC      | 6,38     |         | LREM    | 50,99   |         | RN      | 49,01   |
| Législatives 2022   | 5e                  |          | RN       | 28,35    |          | MoDem-Ens | 26,32    |          | PCF-Nupes | 16,98    |          | LR       | 10,02    |         | MoDem   | 51,57   |         | RN      | 48,43   |
| Législatives 2024   | 5e                  |          | RN       | 42,67    |          | PCF-NFP   | 21,74    |          | MoDem-Ens | 20,35    |          | LR       | 12,44    |         | MoDem   | 50,06   |         | RN      | 49,94   |

## Population et société

### Démographie
L'évolution du nombre d'habitants est connue à travers les recensements de la population effectués dans la commune depuis sa création.

En 2022, la commune comptait 1 788 habitants, en évolution de +6,75 % par rapport à 2016 (Indre-et-Loire : +1,67 %, France hors Mayotte : +2,11 %).
| 2015  | 2016  | 2017  | 2022  |
| ----- | ----- | ----- | ----- |
| 1 667 | 1 675 | 1 684 | 1 788 |